# Laeosopis roboris
The Spanish Purple Hairstreak (Laeosopis roboris) là một loài bướm ngày thuộc họ Bướm xanh. Nó được tìm thấy ở bán đảo Iberia và the South-East Pháp.
Sải cánh dài 12–15 mm. Chúng bay từ tháng 4 đến tháng 10 tùy theo địa điểm.
The larvae feed primarily on Fraxinus excelsior, but also other Fraxinus species và possibly Ligustrum vulgare.

## Hình ảnh

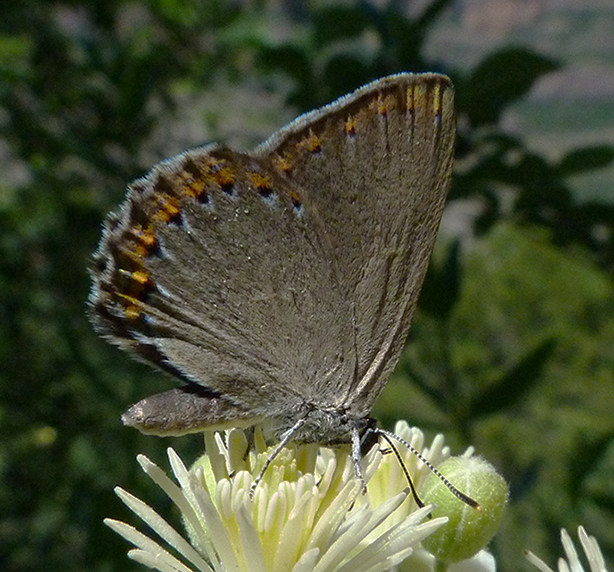
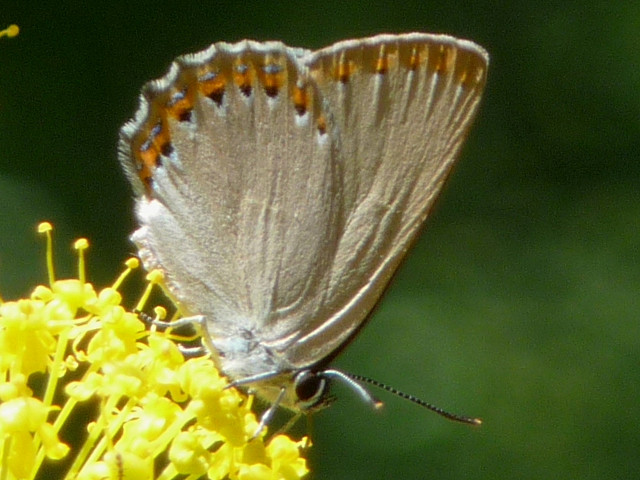
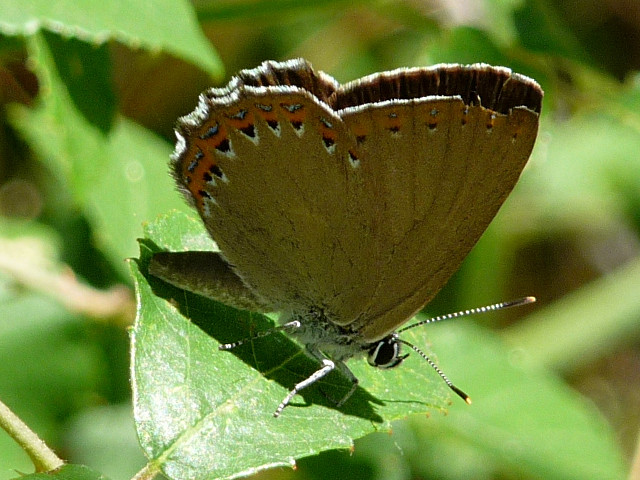